# Colerain (Karolina Północna)
Colerain – miasto w Stanach Zjednoczonych, w stanie Karolina Północna, w hrabstwie Bertie.